# Абенданон, Ник
Николас Джен «Ник» Абенданон (англ. Nicholas Jan "Nick" Abendanon, родился 27 августа 1986 года в Брайанстоне) — английский и нидерландский регбист, известный по выступлениям на позиции фулбэка за английский «Бат» и французский «Клермон Овернь».

## Биография

### Происхождение и семья
Родился в Южной Африке. Родители — граждане Нидерландов, поэтому Ник также имеет нидерландский паспорт, однако считает себя англичанином, поскольку всю жизнь прожил в Англии. Окончил школу Бьюдесерт-Парк в Боксе и Челтнемский колледж. Женат, есть двое детей.

### Клубная карьера
Дебют Абенданона в клубном регби состоялся в команде «Бат» 1 октября 2005 года в Англо-валлийском кубке. В Премьер-Лиге он дебютировал в сезоне 2006/2007: за 24 матчей в этом сезоне он отметился аж 10 попытками. В сезоне 2007/2008 выиграл с клубом Европейский кубок вызова. В 2010 году ему предлагал контракт клуб «Мельбурн Ребелс» из Супер Регби, однако Ник отказался переезжать в Южное полушарие и продлил с «Батом» контракт. В сезоне 2010/2011, несмотря на пропущенный месяц из-за травмы и отданное предпочтение Джеку Катберту, он был твёрдым игроком основы в клубе и сборной Англии. В 2014 году Абенданон покинул клуб, поскольку тренерский штаб хотел дать шанс молодым игрокам, и заявил, что это было лучшее решение в его карьере.
Ещё 3 февраля 2014 года Абенданон объявил о переходе в стан французского клуба «Клермон Овернь», дебютировавшего в Топ-14 в сезоне 2014/2015. По итогам сезона 2014/2015 он был признан лучшим регбистом Европы по версии EPCR. Стал чемпионом Франции в сезоне 2016/2017, дважды выходил в финал Европейского кубка чемпионов (поражения в 2015 и 2017 годах) в составе команды из Клермона. По словам Абенданона, в Клермоне его узнавали все местные жители.
13 апреля 2020 года Ник Абенданон заявил, что намерен завершить игровую карьеру в связи с остановкой чемпионата Франции, связанной с пандемией COVID-19 и отсутствием предложений: его контракт истекает летом 2020 года.

### Карьера в сборной
Выступления Абенданона ограничились всего двумя играми в сборной Англии: 2 июня 2007 года он дебютировал матчем в Претории против ЮАР. 11 августа он сыграл свой второй матч, против Франции на «Туикенеме», в котором во время одной из атак не сумел сдержать Себастьена Шабаля, и тот положил мяч в английскую зачётку. Эта ошибка привела к тому, что Брайан Эштон отцепил Абенданона от сборной, не включив его в заявку на чемпионат мира. Тем не менее, из-за травмы Джоша Льюси Эштон всё же вызывал Абенданона перед финалом против ЮАР, который англичане проиграли. В 2009—2010 годах Абенданон играл за вторую сборную Англии, известную как «Английские Саксонцы» или «Ингленд Сексонс» (англ. England Saxons), выступив на Кубках Черчилля 2009 и 2010 годов и получив в 2010 году приз лучшего игрока турнира.
В 2011 году Абенданон был вызван перед Кубком шести наций в сборную вместо дисквалифицированного за хамское поведение в чемпионате Англии Делона Армитиджа. В сборную далее не вызывался, хотя неоднократно говорил, что готов прибыть в расположение «красных роз» по первому же зову. Из-за введённого Регбийным союзом Англии запрета на использование легионеров в сборной (за исключением некоторых «экстренных ситуаций») Абенданон не вызывался в сборную Англии на домашний Кубок мира 2015 года, хотя с призывом отменить подобное правило выступили ряд австралийских легионеров, в том числе Брок Джеймс. Позже Абенданон сказал, что решение Регбийного союза об отказе от услуг легионеров стало серьёзной ошибкой, стоившей Англии выхода из группы на Кубке мира.

### Стиль игры
Абенданон был мастером захватов, отменно двигался и был особенно опасным в контратаках, поэтому в начале своего выступления за «Бат» он занимал место фулбэка в стартовом составе, успешно заменяя Мэтта Перри.

## Достижения

### Клубные
- Чемпион Франции: 2016/2017 (Клермон Овернь)
- Финалист Кубка европейских чемпионов: 2015, 2017 (Клермон Овернь)
- Победитель Европейского кубка вызова: 2008 (Бат), 2019 (Клермон Овернь)

### В сборной
- Серебряный призёр чемпионата мира: 2007
- Победитель Кубка Черчилля: 2009, 2010 (в составе второй сборной)